# Ernst Wolf (Maler, 1948)
Ernst Wolf (* 1948 in Heidenheim an der Brenz) ist ein deutscher Maler.

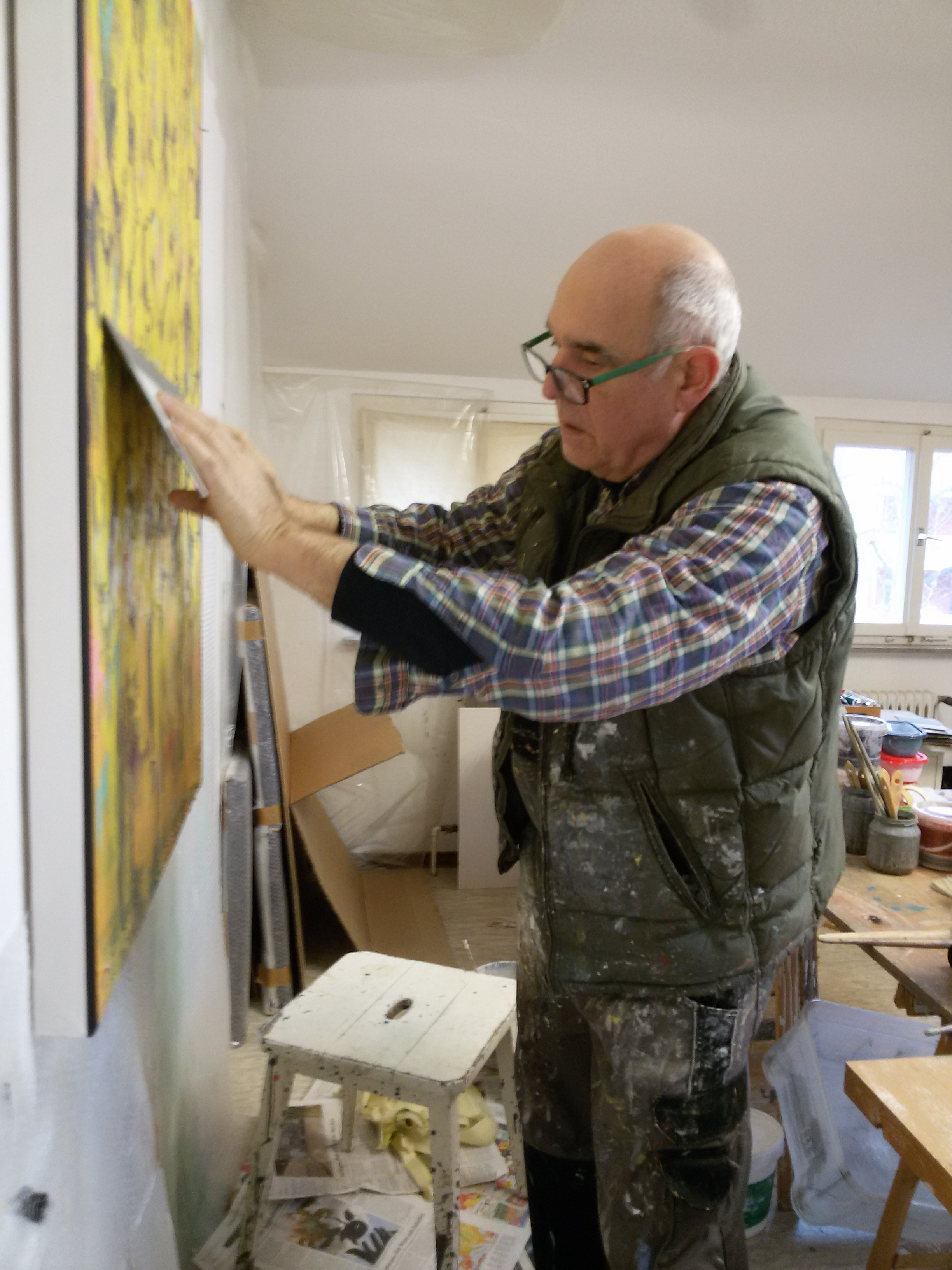
Ernst Wolf, 2018

## Leben
Wolf studierte 1971 bis 1977 Malerei an der Akademie der Bildenden Künste Nürnberg bei Günter Voglsamer. 1976 erhielt er eine Sonderförderung im Sinne eines Meisterschülers. Danach begann er als freier Künstler zu arbeiten. Seine Werke wurden ab 1977 regelmäßig in Einzel- und Gruppenausstellungen gezeigt. 1978 zog er nach Stuttgart, wo er bis heute lebt und arbeitet. Bei der Kieler Kunstwoche 1984 erhielt Wolf den 2. Preis. In den Jahren von 1991 bis 2005 unterhielt er zusätzlich Atelier und Wohnung in Lodève/Frankreich.
Von 1992 bis 1998 war Ernst Wolf Vorsitzender des Verbandes Bildender Künstler Württemberg e.V. und 2010 bis 2018 geschäftsführendes Mitglied im Künstlerbund Baden-Württemberg.

## Werk
Realität bedeutet für Ernst Wolf Totalität aller Widersprüche, sowohl im Leben als im künstlerischen Schaffen. Vor diesem geistigen Hintergrund entwickelte und entwickelt er seine Malerei, die davon lebt Gegensätzliches zusammenzuführen, ohne die Widersprüchlichkeit in eine Harmonie aufzulösen. Die Strategie des Werkprozesses besteht darin, die Gegensätze in ihrer Gleichzeitigkeit zur Wirkung zu bringen und dabei diese zu einer Einheit zu formen. Das Gesamtwerk Ernst Wolfs entwickelte sich in drei große Werkkomplexen: „Fragmente“ um 1990 bis 1999, „Terrain libre“ um 2000 bis 2010 und „Gleichzeit“ ab etwa 2010.
Die Bilder der Werkgruppe „Fragmente“ sind bewusst als Momente einer imaginären Entwicklung zu verstehen. Sie tragen Spuren einer Abspaltung und die schlichte Materialität sowie eine lockere, suchende Zeichnung regen die Vorstellungskraft an auf Grundlage des „Fragments“ etwas Neues zu imaginieren.
Die Materialität der Farbe, deren Schichtung in breiten horizontalen oder vertikalen Bahnen mit Pinsel oder Rakel sowie eine hochsensible Nuancierung der Farben charakterisieren die Werkgruppe „Terrain libre“. Ernst Wolf verwendet von nun an die Farben als eine relative Erscheinung.
Mit dem Wort „Gleichzeit“ bezeichnet Ernst Wolf Werke, die eigentlich aus zwei oder drei Bildern nebeneinander bestehen. Wenige situativ ausgewählte Farben werden vorher festgelegt und bilden das Instrumentarium für die Malerei. Die querformatig angelegten Werke sind als Folge vertikaler Streifen angelegt, in denen gegensätzlich materielle und optische Wirkungen sich zu einem Ganzen fügen.

## Einzelausstellungen (Auswahl)
- 1984: Galerie Hinterhaus, Kiel
- 1985: Galerie Pepét, Heidenheim an der Brenz (mit Hans Madlinger/Skulptur)
- 1985: Galerie am Schillerplatz, Cuxhaven
- 1987: Galerie Schaller, Stuttgart
- 1988: Städtische Galerie Villa Waldenmaier, Heidenheim/Brenz
- 1989: Künstlerbahnhof Messel, Grube Messel
- 1990: Kulturverein Balingen, Siechenkirche Balingen
- 1991: „Blau/Rot“, Kulturverein Zehntscheuer, Rottenburg am Neckar Kunstverein Ellwangen/Jagst
- 1993: Städtische Galerie Filderstadt
- 1994:  Galerie Jeannette Catrina, Oetwil am See/Schweiz
- 1995: „Fragmente – Arbeiten auf Papier“  Kunstverein Oberer Neckar, Schloß Dettingen und Galerie in der Zehntscheuer, Möglingen (mit Hans Madlinger/Skulptur)
- 1996/97: Galerie J.P.F., Montpellier/Frankreich
- 1999: Atelierhaus Vahle, Darmstadt
- 2004: Galerie am Pfleghof, Tübingen
- 2005: „Terrain libre – Peintures“, Maison de Heidelberg, Montpellier/Frankreich
- 2006: „Profondo Nord“, Galleria d’Arte „Il Sipario“, Parma/Italien (mit Udo Rabensteiner/Skulptur)
- 2007: Galerie Valentien, Stuttgart
- 2009:  Galerie der Stadt Tuttlingen
- 2011: Galerie Anja Rumig, Stuttgart
- 2012: „Tempor(natur)ale“, Galleria d’Arte „Il Sipario“, Parma/Italien (mit  Brunivo Butarelli/Skulptur)
- 2015:  Galerie Anja Rumig, Stuttgart (mit Reinhard Sigle/Plastik)
- 2019–21: art KARLSRUHE, One-Artist-Show,  Galerie Markus Döbele, Dettelbach
- 2019: „Gleichzeit“  Galerie Markus Döbele, Dettelbach
- 2021: „Ernst Wolf - Drei Werkphasen“  Galerie Markus Döbele, Dettelbach

## Ausstellungsbeteiligungen (Auswahl)
- 1984: „Handzeichnungen“, Kunstkreis Feuerbach, Stuttgart-Feuerbach
- 1988: „Risse“ – Kunst und Texte, Rathaus Aalen, Rathaus Sindelfingen und Braith-Mali-Museum, Biberach an der Riss
- 1991: „Linienführung“ – Aktuelle Positionen in der Zeichnung, Galerie im Burgenlandzentrum, Stuttgart-Feuerbach
- 1993: „Diagonal“ – Arbeiten auf Papier,  Mazedonisches Museum für Zeitgenössische Kunst, Thessaloniki/Griechenland und Kunstgalerie an der Internationalen Stiftung ‘Hll. Kyrill und Method’, Sofia/Bulgarien
- 1994: „papier pur“ – Arbeiten mit Papier, Galerie unterm Turm, Stuttgart
- 1995: „Rückblick und Ausblick“, Galerie Jeannette Catrina, Oetwil am See/Schweiz
- 2001: Art Bodensee, Dornbirn/Österreich, Galerie am Pfleghof, Tübingen
- 2001: „Facetten zeitgenössischer Kunst“, Galerie Valentien, Stuttgart
- 2002: „Ellwanger Kunstausstellung 2002“, Kunstverein Ellwangen, Palais Adelmann, Ellwangen
- 2004: Atelierhaus Vahle, Darmstadt
- 2005: „Europäische Kunst in der Südwestkurve“. Eine Ausstellung des Landesverbands der Galerien in Baden-Württemberg[7]
- 2005: Badischer Kunstverein Karlsruhe „A bis Z – 50 Jahre Künstlerbund Baden-Württemberg“, Städtische Galerie Karlsruhe
- 2006: „Release und Kunst“, Haus der EnBW, Stuttgart[8]
- 2012: „gestern – heute – morgen“, Gemeinschaftsausstellung des  Künstlerbundes Baden-Württemberg, Württembergischer Kunstverein Stuttgart
- 2014: „Bento Box – Collagierte Gegenwart“,  Galerie Anja Rumig, Stuttgart
- 2014: „Geschichtet, gesichtet, gelichtet“,  Galerie C. Klein, Darmstadt
- 2016: „Farbe“, Galerie Markus Döbele, Dettelbach
- 2019: „Großes!“. Zeitgenössische Kunst aus der Sammlung, Kunstmuseum Heidenheim, Hermann-Voith-Galerie
- 2020: „Lockdown Liberty“,  Galerie Markus Döbele, Dettelbach
- 2020: „Plug In“,  Künstlerbund Baden-Württemberg,  Landesvertretung Baden-Württemberg beim Bund, Berlin

## Werke in Sammlungen
- Galerie der Stadt Stuttgart
- Sammlung der Stadt Tuttlingen
- Kunstmuseum Heidenheim
- Graphothek Heidenheim
- Regierungspräsidien Stuttgart und Tübingen
- Ministerium für Wissenschaft, Forschung und Kunst Baden-Württemberg
- Staatliche Graphische Sammlung München
- Allianz Lebensversicherungs-AG Stuttgart
- Staatliches Hochbauamt Schwäbisch Gmünd
- Papiermuseum Oberlenningen
- Kunstsammlung der Volksbank in der Ortenau, Offenburg[9]
- Sammlung Manfred und Helga Ulmer, Stuttgart

## Messebeteiligungen
- 2001, 2002, 2004: Art Bodensee, Dornbirn (A) mit Galerie am Pfleghof, Tübingen
- 2011: Art Karlsruhe mit  Galerie Anja Rumig, Stuttgart
- 2016: Art Karlsruhe mit  Galerie Markus Döbele, Dettelbach